# Henri Skiba
Heinrich „Henri” Skiba (ur. 14 lipca 1927 w Bytomiu, zm. 11 marca 2018 w Moissannes) – francuski piłkarz pochodzący z Górnego Śląska. Był wychowankiem niemieckiego klubu Beuthen 09.
W latach 1959–1961 wystąpił trzykrotnie w reprezentacji Francji, a następnie był trenerem w Szwajcarii i Francji.